# Renku
Renku (jap. 連句, れんく, "povezani stih"}} ili haikai no renga (jap. 俳諧の連歌|, "smiješno povezani stih"), je japanski oblik popularnog kolaborativnog pjesništva povezanog stiha. Razvijeni je oblik starije japanske pjesničke tradicije ushin-a renge, ili ortodoksnog kolaborativnog povezanog stiha. Na okupljanjima renkuista pjesnici su naizmjence izmjenjivali srokove 17 i 14 more. U početku se haikai no renga isticao vulgarnošću i grubošću dosjetljivosti, prije nego što je prerastao u legitimnu umjetničku tradiciju, iz koje se rodio poznati japanski oblik pjesništva haiku. Pojam renku ulazi u uporabu od 1904., otkad ga je upotrijebio Kyoshi Takahama.
Najstariji poznati oblik haikaijski povezanog sroka datira iz prve carske antologije renge, Tsukubashua (1356. – 57.).